# نبیناگار
نبیناگار (به انگلیسی: Nabinagar) یک منطقهٔ مسکونی در هند است که در Aurangabad district واقع شده‌است. نبیناگار ۲۵٬۰۴۱ نفر جمعیت دارد و ۱۳۸ متر بالاتر از سطح دریا واقع شده‌است.